# Prefectura autónoma miao y dong de Qiandongnan
Qiandongnan (en chino, 黔东南; pinyin, Qiándōngnán) es una  prefectura autónoma de la República Popular de China perteneciente a la provincia de Guizhou, situada aproximadamente a 130 kilómetros de la capital provincial. Limita al norte con Tongren, al sur con la región autónoma de Guangxi, al oeste con la prefectura autónoma buyei y miao de Qianxinan y al este con la provincia de Hunan. Su área es la segunda más grande de la provincia, con 30 282 km², de los que el 87% son de montaña y su población total para 2020 superó los 3,7 millones de habitantes.

## Toponimia
Qiandongnan indica donde está ubicada la prefectura con respecto a la provincia Guizhou donde yace. Su nombre se forma de Qian (abreviación de la Provincia Guizhou) , Don (东 oriente) y Nan (南 sur), "sur oriente de Qian (Guizhou)".
Como las otras regiones autónomas, se caracteriza por estar asociada a un grupo étnico minoritario, en este caso, los miao y dong. La región recibió la condición de "autónomo" cuando se estableció la " prefectura autónoma miao y dong de Qiandongnan" el 18 de abril de 1956.

## Administración
La prefectura autónoma de Qiandongnan está conformada de 16 localidades que se administran en 1 ciudad y 15 condados:
- Ciudad de Kaili (凯里市)
- Condado de Huangping (黄平县)
- Condado de Shibing  (施秉县)
- Condado de Sansui  (三穗县)
- Condado de Zhenyuan (镇远县)
- Condado de Cengong (岑巩县)
- Condado de Tianzhu (天柱县)
- Condado de Jinping (锦屏县)
- Condado de Jianhe (剑河县)
- Condado de Taijiang (台江县)
- Condado de Liping  (黎平县)
- Condado de Rongjiang (榕江县)
- Condado de Congjiang (从江县)
- Condado de Leishan  (雷山县)
- Condado de Majiang (麻江县)
- Condado de Danzhai  (丹寨县)